# Teofilo di Adana
San Teofilo di Adana (noto anche come san Teofilo il Penitente; ... – 538 circa) è stato un religioso bizantino vissuto nel VI secolo.
La Chiesa cattolica lo ricorda come colui che fece un patto con il diavolo per acquisire una posizione ecclesiastica. La sua storia è significativa in quanto la più antica nel descrivere un patto con il diavolo, ed ha ispirato la leggenda di Faust. La sua festa cade il 4 febbraio.
Eutichiano di Adana, che sosteneva di essere un testimone oculare degli eventi, fu il primo a registrare la storia di Teofilo. Anche se Teofilo è considerato un personaggio storico, la storia a lui associata è apocrifa.

## Leggenda
Teofilo era un arcidiacono di Adana, Cilicia oggi Turchia. Venne unanimente eletto vescovo, ma non accettò la posizione per umiltà e un altro venne eletto al suo posto. Quando il nuovo vescovo, ingiustamente, lo privò della sua posizione di arcidiacono, Teofilo si pentì della sua umiltà e cercò un negromante per aiutarlo a contattare Satana. In cambio del suo aiuto, Satana chiese che Teofilo rinunciasse a  Cristo e alla  Vergine Maria in un contratto firmato con il proprio sangue. Teofilo rispettò il patto e il diavolo gli diede la carica di vescovo.
Più tardi, temendo per la sua anima, Teofilo si pentì e  pregò la Vergine implorando perdono. Dopo quaranta giorni di digiuno, la Vergine gli apparve e verbalmente lo rimproverò. Teofilo chiese perdono e Maria promise di intercedere presso Dio. Digiunò per altri trenta giorni, e gli apparve nuovamente Maria che gli concesse l'assoluzione. Tuttavia, Satana non era disposto a cedere il suo potere su Teofilo, e dopo altri tre giorni Teofilo si svegliò trovando il contratto con il diavolo sul petto. Egli portò il contratto al vescovo legittimo e gli confessò tutto quello che aveva fatto. Il vescovo bruciò il documento, e Teofilo morì tre giorni dopo per la gioia di essere libero dal peso del suo contratto.

## Varianti
Diverse varianti della storia sono state scritte nel tempo:
- La motivazione che spinse Teofilo a stipulare un patto con il diavolo fu semplice gelosia.
- Il mago è specificamente indicato come un ebreo. Si tratta di una variazione importante in quanto introduce l'antisemitismo nella storia. Da notare anche in questo contesto il riferimento specifico della leggenda alla rinuncia sia di Cristo che della  Vergine Maria.
- Il mago è omesso completamente, Teofilo contatta da solo il diavolo.
- Teofilo si pente il giorno dopo del contratto, e il vescovo si scusa con lui.
- Maria appare subito dopo che Teofilo comincia a pregare.
- Maria non compare affatto, ma appare il contratto di Teofilo sul suo petto la mattina dopo che iniziò a pregare.
- Il diavolo diede a Teofilo con grande ricchezza in aggiunta alla sua posizione nella chiesa. Questa ricchezza venne poi distribuita ai poveri prima della morte estatica di Teofilo.

## Importanza
La storia di Teofilo ha avuto un ruolo nello stabilire l'importanza della intercessione della Vergine Maria, oltre a fornire una base per successivi racconti che coinvolgono l'evocazione dei diavoli.
La Vergine Maria crebbe in importanza teologica per tutto l'XI secolo. La storia è stata usata per illustrare la sua potenza e la necessità della sua intercessione per Pier Damiani, Bernardo di Chiaravalle, Antonio di Padova, Bonaventura da Bagnoregio e molto più tardi per Alfonso Maria de' Liguori. La storia di Teofilo ha costituito la base per l'opera teatrale del troviere Rutebeuf, Il miracolo di Teofilo, uno dei primi pezzi di teatro francese.
La storia di San Teofilo è un esempio importante nello sviluppo della teologia della stregoneria. Come si è visto nel racconto, l'evocazione di demoni non è stata originariamente considerata uno schiacciante peccato, i problemi di Teofilo vengono dal fatto che egli vendette la sua anima, non perché trattò con il diavolo. La situazione è cambiata nel corso del tardo XIII secolo e nel XIV secolo con inquisitori come Bernardo Gui e Nicolas Eymerich che cercarono di espandere il potere dell'Inquisizione, il cui mandato era la soppressione dell'eresia, definendo la stregoneria come una forma di eresia. Di conseguenza, Teofilo sarebbe stato bollato come eretico per la sua associazione con il diavolo.

## La leggenda nell'arte
La prima apparizione nell'arte della leggenda di Teofilo è dell'XI secolo e rappresenta la Vergine Maria (seduta tra due angeli) con Teofilo ai suoi piedi. Il primo ciclo narrativo, pervenuto intatto, si trova nella chiesa abbaziale di Sainte-Marie de Souillac, Francia. La scultura descrive quattro scene della leggenda: il segno del patto, il giuramento di fedeltà al diavolo, il pentimento di Teofilo e il ritorno del legame con la Vergine.
La leggenda fu tra le più popolari nell'arte nel XIII secolo; venne rappresentata frequentemente nei manoscritti miniati e nelle vetrate. Sia nei manoscritti miniati che nelle vetrate, vi sono di solito quattro scene che vengono mostrate: il legame tra Teofilo e il diavolo, il pentimento di Teofilo, la Vergine che recupera il legame, e la Vergine che restituisce il legame a Teofilo. È interessante notare che questa leggenda è l'unica storia mariana non biblica costantemente raffigurata nella scultura e nelle vetrate delle cattedrali francesi durante questo periodo.